# Sogn (distrikt)
Sogn er et norsk distrikt i Vestland fylke i landsdelen Vestlandet, som omfatter områderne rundt om Sognefjorden, Norges længste fjord. I sagatiden udgjorde området småkongedømmet Sogn og fylket "Sygnafylki", og distriktet udgjorde senere Sogn fogderi, som i en periode også var delt i to (indre og ydre). De andre to distrikter og tidligere fogderier i Sogn og Fjordane er Sunnfjord og Nordfjord, som sammen oprindelig udgjorde "Firdafylki" og senere Sønd- og Nordfjords fogderi, som tilsvarende i en periode også var delt i to.
Sogn har et samlet areal på 10.686 kvadratkilometer  og 36.593 indbyggere  og omfatter de 12 kommuner Aurland, Balestrand, Gulen, Hyllestad, Høyanger, Leikanger, Luster, Lærdal, Sogndal, Solund, Vik og Årdal. Sogn er et af de 15 distrikter, som tilsammen udgør landsdelen Vestlandet.
Distriktet rundt om den majestætiske Sognefjorden har mange berømte rejsemål og attraktioner, deriblandt Norsk Bremuseum i Fjærland ved Jostedalsbræen, Flåmsbanen og den UNESCO-listede Nærøyfjorden i Aurland samt stavkirkerne i Borgund, Undredal og Urnes (UNESCO). Området er også kendt for frugtdyrkning og har flere gode lakseelve. I Lærdalsøyri ligger Norsk Villakssenter. Sogn grænser i øst til den mægtige Jotunheimen.

## Administrative inddelinger
- Distriktet udgør næringsregionen (ifølge NHO) Sogn, bortset fra Solund, Gulen og Hyllestad som indgår i næringsregion HAFS (sammen med Askvoll og Fjaler i Sunnfjord).
- Kommunerne i Sogn samarbejder i Sogn Regionsråd, dog ikke Solund, Gulen og Hyllestad, som deltager i regionsrådet HAFS (sammen med Askvoll og Fjaler i Sunnfjord).
- Høyanger kommune er ikke længere med i regionrådet (Sogn).
- Høyanger, Hyllestad og Solund udgør retsområdet for Fjordane tingrett, Gulen indgår i retsområdet for Nordhordland tingrett (hørte før til Fjordane tingrett), og de øvrige kommuner i Sogn udgør retsområdet for Sogn tingrett, alle under Gulating lagdømme.
- Indre Sogn provsti under Bjørgvin bispedømme i Den norske kirke omfatter Leikanger, Sogndal, Luster, Årdal, Lærdal og Aurland.
- Ytre Sogn provsti (også under Bjørgvin) omfatter Gulen, Solund, Hyllestad, Høyanger, Balestrand og Vik.
- Distriktet udgjorde det tidligere Sogn fogderi.